# Castleford
Castleford è una delle cinque località del distretto della Città di Wakefield, nella contea del West Yorkshire, Inghilterra, vicino a Pontefract, e conta una popolazione di 37 525 abitanti, secondo il censimento del 2001. A nord si trovano il River Calder, il River Aire e il Aire and Calder Navigation.
La città appartiene al Wakefield District ed è divisa in tre quartieri: Altofts and Whitwood, Castleford Central and Glasshoughton, ed Airedale and Ferry Fryston.

## Storia
Castleford è costruita sul sito di un passato accampamento romano chiamato Lagentium o Legioleum. In quel sito sono state ritrovate urne funerarie precedenti l'epoca romana. Il nome moderno della città deriva dal forte, Castle (riferito al forte) e Ford (riferito al River Aire che corre attraverso Castleford.)
Nel Queens Park si possono notare due cerchi che potrebbero potenzialmente essere i resti di case rotonde usate dai primi anglosassoni. Per via della sua posizione a oltre 250 piedi (76,20 metri circa) sul livello del mare, è possibile che l'area oggi rappresentata da Queens Park abbia offerto una veduta utile per la difesa.
Castleford è stata fondata come distretto urbano, nella contea di West Riding of Yorkshire nel 1894. Whitwood e Glasshoughton sono state aggiunte al distretto negli anni trenta del novecento. Il distretto urbano è stato incorporato come area municipale nel 1955. È stato abolito il 1º aprile 1974, diventando un'area del Metropolitan Borough of Wakefield nel West Yorkshire.

## La città oggi
Alcune aree di Castleford sono povere e ridotte. In parte, ciò accade per la chiusura della città e le sue aree circostanti di industrie minerarie negli anni ottanta e novanta. Il tasso ufficiale di disoccupazione maschile raggiunse il 20% durante la metà degli anni ‘80.
Secondo l'Index of Multiple Deprivation, la regione chiamata Castleford Ferry Fryston è tra le aree più socialmente svantaggiate dell'Inghilterra. Inoltre, secondo il Child Poverty Index, più del 45% dei residenti tra 0 e 16 anni, vive in famiglie che richiedono indennità.
Nonostante un declino delle industrie, così come delle miniere di carbone e delle manifatture tessili, negli ultimi anni si è verificata una significativa crescita economica e di impieghi nel settore terziario, specialmente in quello di vendita e distribuzione. Questi includono il Junction 32 Outlet village (precedentemente conosciuto come Freeport) e l'Xscape leisure complex, la più grande pista da sci indoor d'Europa, che ha trasformato la periferia della città nella Mecca degli snowboarder inglesi. Questo tipo di sviluppi hanno avuto luogo per via della facile accessibilità della città via autostrada e grazie anche al collegamento ferroviario con la città di Leeds.
Il centro della città ed alcuni quartieri residenziali stanno migliorando come parte di un programma di rivitalizzazione detto Castleford project. Questo è solo uno dei molti sviluppi economici della città, compreso il nuovo sviluppo residenziale, una biblioteca con museo dell'arte ed un nuovo interscambio di trasporti progettato per essere completato entro il 2010.
Tutto il progetto riguarda i capi della comunità, residenti, imprese locali ed un team di designer ed artisti figurativi dall'Inghilterra e dall'estero. Il progetto ha inoltre agito da propulsore per un ben più esteso programma di rinnovamento urbano e viene sempre più considerato un importante esempio di rigenerazione civica; è stato protagonista di conferenze e mostre, oltre che in Inghilterra, ad Hong Kong, Mosca, Philadelphia e Pechino. Uno dei punti di qualità è rappresentato naturalmente dall'innovativa partecipazione dei gruppi locali nel programma di rinnovamento urbano.
Lo sviluppo è fondato su un forte senso d'identità radicato nel patrimonio cittadino. Ad esempio, Castleford possiede uno dei parchi più storici del distretto - Queens Park sulla Ferrybridge Road – costruito per commemorare le nozze di diamante della regina Vittoria nel 1897.
Castleford (insieme a Pontefract) ha un suo quotidiano, il ‘‘Pontefract and Castleford Express’’.
Lo sport preferito a Castleford è il rugby. La squadra locale, i Castleford Tigers, sono stati retrocessi dalla UK's top division, Super League, al termine della stagione 2006.
Oltre ai Tigers, Castleford ha parecchie squadre di calcio che giocano nella Castleford & District Sunday FA League.